# Ngô Trung Quang
Ngô Trung Quang (sinh ngày 20 tháng 7 năm 1997) là một ca sĩ đoạt giải quán quân chương trình Thần tượng Bolero 2016.
Hiện nay, Trung Quang đang là ca sĩ trực thuộc công ty quản lý HT Production, dưới sự dẫn dắt của Đan Trường và ông bầu Hoàng Tuấn.

## Tiểu sử
Trung Quang sinh ra tại một vùng nông thôn thuộc huyện Nông Cống, tỉnh Thanh Hóa. Trung Quang là anh cả trong một gia đình có 3 anh em trai, ba mẹ làm nghề nông.
Năm 2014, anh thi đỗ vào Học viện âm nhạc quốc gia Việt Nam, đạt 9 điểm cho phần chuyên ngành, 7,5 cho xướng âm. Khi được đào tạo thanh nhạc và thi vào Nhạc viện thì anh lại chọn khoa opera thính phòng.

### Tham gia "Thần tượng Bolero 2016"
Năm 2016, Trung Quang đã đăng ký tham gia thi tuyển Thần tượng Bolero
Ngay từ vòng thi đầu tiên, với ca khúc “Chờ đông” Trung Quang đã khiến 3 huấn luyện viên Quang Dũng, Cẩm Ly và Đan Trường phải “bấn loạn”, rời khỏi ghế và lần lượt bấm nút chọn trong niềm phấn khích. Riêng “tai nghe” khó tính của Quang Linh dù không chọn nhưng vẫn ưu ái cầm mic để song ca cùng một trong những thí sinh nhỏ tuổi nhất cuộc thi.
Trong đêm chung kết, Trung Quang hát bài “Áo lụa Hà Đông”và ca khúc “Con đường xưa em đi” cùng hai khách mời là nghệ sĩ ưu tú Phi Điểu và Phương Mỹ Chi.

### Nam tiến để lập nghiệp
Sau khi đăng quang quán quân Thần tượng Bolero, Trung Quang dự định sẽ dành một tháng về quê nhà để chia vui cùng gia đình, sau đó anh sẽ Nam tiến để theo đuổi con đường ca hát chuyên nghiệp.

### Album

#### Vol 1 Nhật ký mồ côi
Ngày 18 tháng 8 năm 2016, Trung Quang đã ra mắt album vol.1 "Nhật ký mồ côi"  của nhạc sĩ Sơn Hạ cùng phim ngắn với chủ đề cùng tên.

##### Danh sách bài hát
| Bài hát                       | Nhạc sĩ                 | Ca sĩ                       |
| ----------------------------- | ----------------------- | --------------------------- |
| Chờ Đông                      | Trần Thiện Thanh        | Trung Quang                 |
| Gió về miền xuôi              | Anh Việt Thu, Thiên Hà  | Trung Quang                 |
| Nhật ký mồ côi                | Sơn Hạ                  | Trung Quang                 |
| Nhớ người yêu                 | Hoàng Hoa, Thảo Trang   | Trung Quang                 |
| Con đường xưa em đi           | Châu Kỳ, Hồ Đình Phương | Trung Quang & Đan Trường    |
| Hoa cài mái tóc               | Thông Đạt               | Trung Quang                 |
| Nhớ đêm giã bạn               | Nguyễn Tiến             | Trung Quang                 |
| Tôi vẫn nhớ                   | Ngân Giang              | Trung Quang & Phương Mỹ Chi |
| Đèn khuya                     | Lam Phương              | Trung Quang                 |
| Về đây nghe em                | Trần Quang Lộc, A Khuê  | Trung Quang                 |
| Một đời người, một rừng cây   | Trần Long Ẩn            | Trung Quang                 |
| Thành phố tình yêu và nỗi nhớ | Phạm Minh Tuấn          | Trung Quang                 |

#### Vol 2 Lập Trình Tình Yêu
Đúng dịp lễ tình nhân 14/2, Trung Quang đã tiếp tục cho ra mắt Album Vol 2 mang tên "Lập trình tình yêu".

##### Danh sách bài hát
| Bài hát                   | Nhạc sĩ                    | Ca sĩ       |
| ------------------------- | -------------------------- | ----------- |
| Lập Trình Tình Yêu        | Lý Tuấn Kiệt               | Trung Quang |
| Bài ca tết cho em         | Quốc Dũng                  | Trung Quang |
| Đổi thay                  | Kim Tuấn                   | Trung Quang |
| Đón xuân này nhớ xuân xưa | Châu Kỳ                    | Trung Quang |
| Giọt nước mắt trong mơ    | Phan Hoàng Tâm             | Trung Quang |
| Sầu đông                  | Khánh Băng                 | Trung Quang |
| Yêu, Xa rồi yêu           | Trung Demo                 | Trung Quang |
| Ngày tết quê em           | Từ Huy                     | Trung Quang |
| Muốn ôm vào lòng          | Bảo Thạch                  | Trung Quang |
| Mộng mơ tình xuân         | Võ Đảm                     | Trung Quang |
| LK Yêu nhau dài lâu       | Trần Thiện Thanh – Đức Huy | Trung Quang |